# Matías Vecino
Matías Vecino, vollständiger Name Matías Vecino Falero, (* 24. August 1991 in San Jacinto, Departamento Canelones) ist ein uruguayischer Fußballspieler. Der Mittelfeldspieler steht in Diensten von Lazio Rom und ist Nationalspieler.

## Verein
Der je nach Quellenlage 1,87 Meter oder 1,89 Meter große Mittelfeldakteur Vecino stand zu Beginn seiner Karriere mindestens von der Clausura 2010 bis einschließlich der Clausura 2011 im Kader des uruguayischen Erstligisten Central Español. In diesem Zeitraum absolvierte er 32 Spiele in der Primera División und erzielte zwei Tore. Von der Apertura 2011 bis einschließlich der Apertura 2012 war er für Nacional Montevideo aktiv. Dort weist seine Einsatzbilanz 18 Ligaspiele und vier Ligatore, sowie zwei Partien (kein Tor) der Copa Libertadores aus. In der Saison 2011/12 wurde er mit seinen Mitspielern Uruguayischer Meister. Im November 2012 unterschrieb er beim AC Florenz einen Vier-Jahres-Vertrag. Aufgrund von Passproblemen verzögerte sich jedoch sein tatsächliches Engagement bei den Italienern, so dass er dort in der Saisonrückrunde zunächst nur mittrainierte. In Italien debütierte er am 26. September 2013 in der Begegnung mit Inter Mailand, als er in der 78. Spielminute für Alberto Aquilani eingewechselt wurde. Bis zu seinem letzten Einsatz am 14. Spieltag bestritt er insgesamt sechs Ligaspiele für die Fiorentina. Ende Januar 2014 wechselte Vecino auf Leihbasis zum Ligakonkurrenten Cagliari Calcio. Dort feierte er am 1. Februar 2014 in der Partie gegen seinen vorherigen Arbeitgeber mit einer Einwechslung für seinen Landsmann Matías Cabrera in der 71. Spielminute sein Debüt. Bis zum Ende der Saison 2013/14 lief er in neun Ligabegegnungen für Cagliari auf und schoss zwei Tore.
Im August 2014 wurde Vecinos Wechsel auf Leihbasis zum FC Empoli bekannt. Erstmals wurde er bei Empoli am 31. August 2014 gegen Udinese Calcio in der Serie A aufgestellt. Insgesamt absolvierte er beim Klub aus der Toskana in der Spielzeit 2014/15 36 Ligaspiele (zwei Tore). Zudem kam er in zwei Partien (kein Tor) der Coppa Italia zum Einsatz. Anschließend kehrte er zur Spielzeit 2015/16 zum AC Florenz zurück, für den er bis Saisonende in 30 weiteren Erstligaspielen (zwei Tore) und sieben Partien (kein Tor) der Europa League auflief. Auch in der Folgespielzeit 2016/17 war er für die Florentiner aktiv und bestritt 31 Ligaspiele (drei Tore) sowie sieben Begegnungen (ein Tor) in der Europa League.
Zum Beginn der Saison 2017/18 wechselte Vecino zu Inter Mailand. Sein Debüt für Inter gab er am 20. August 2017, als die Mailänder 3:0 gegen den AC Florenz gewannen. Sein erstes Tor schoss er eine Woche später gegen den AS Rom. Er schoss das Tor zum 3:1-Endstand. Bei den Norditalienern wurde er zum absoluten Stammspieler, wurde jedoch bisher von mehreren kleinen Verletzungen geplagt. Bis zur Corona-Pandemie machte er acht Tore in 77 Ligaspielen.

## Nationalmannschaft
Vecino nahm mit der uruguayischen U-20-Auswahl an der U-20-Südamerikameisterschaft 2011 teil. Auch an der U-20 WM jenes Jahres wirkte er mit. Während er bei der Südamerikameisterschaft acht Begegnungen bestritt und ein Tor erzielte, wurde er bei der WM nur in drei Spielen aufgestellt. Vecino gehörte zudem im Vorfeld der Olympischen Sommerspiele 2012 zum von Nationaltrainer Óscar Tabárez aufgestellten erweiterten Kader der U-23. Am 26. März 2016 gab Vecino sein Debüt für die A-Nationalmannschaft beim 2:2 gegen Brasilien. Für die Uruguayer war er bei Turnieren wie der Copa América 2016, der Fußball-Weltmeisterschaft 2018 und der Copa América 2019 dabei. Er wurde dort nahezu in jedem Spiel eingesetzt. Auch bei der Copa América 2021 stand er erneut im Kader der Auswahl. In dem Turnier bestritt Vecino fünf Einsätze.

## Erfolge
- U-20-Vize-Südamerikameister 2011
- Uruguayischer Meister: 2011/12
- Italienischer Meister: 2020/21
- Italienischer Supercupsieger: 2021
- Italienischer Pokalsieger: 2022